# Assunta Passerini
L'Assunta Passerini è un dipinto a olio su tavola (379x222 cm) di Andrea del Sarto, databile al 1526 e conservato nella Galleria Palatina di Firenze.

## Storia
L'opera venne commissionata da Margherita Passerini per il proprio altare nella chiesa di Santa Maria fuori le mura di Cortona, con un contratto datato 1526 e riportante un prezzo pattuito di 155 fiorini. Nel 1553 i frati si trasferirono coi loro beni nella chiesa di Sant'Antonio dei Servi.
Nel 1639 la pala fu acquistata da granduca Ferdinando II de' Medici e offerta una copia per la chiesa, che oggi si trova nel Museo diocesano di Cortona.
Nel dipingere la pala Andrea del Sarto copiò il modello della sua Assunta Panciatichi che, come hanno chiarito studi recenti, fu il prototipo e non viceversa: se per la versione Passerini esistono solo scarsi disegni preparatori è chiaro che l'artista riutilizzò quelli del primo lavoro, la versione Panciatichi, ipotesi confermata anche dalle analisi riflettografiche. Quando il gran principe Ferdinando de' Medici si procurò anche questa seconda opera, le due tavole formarono da allora un pendant sempre mantenuto negli allestimenti della galleria e sottolineato dalle cornici uguali e dalle medesime dimensioni, ottenute allungando l'arco dell'Assunta Panciatichi di pochi decimetri.

## Descrizione e stile
Rispetto alla prima versione furono poche le varianti, legate soprattutto a un diverso sfondo, scuro anziché paesistico, alla diversa posizione di Maria e degli angeli attorno a lei, alla sostituzione dell'apostolo inginocchiato a destra con la beata Margherita da Cortona (beatificata da Leone X nel 1515) e protettrice della committente; l'apostolo a sinistra venne invece trasformato in un san Nicola, patrono del padre o del figlio morto della committente.
La figura di Maria, protesa verso lo spettatore e in atteggiamento di preghiera, mostra una migliore padronanza dei virtuosismi visivi, con la proiezione della nuvola retta dagli angeli in avanti, anziché in alto come di consueto. A quell'epoca il pittore era già sposato, per cui, come ricorda Vasari, sua moglie si prestò spesso da modella, infatti il suo ritratto appare nel volto di Maria.
Più forti sono i contrasti di colori, coi panneggi che si accendono di tonalità forti e cangianti, e una pieghettatura di sapore nordico, derivata dall'esempio delle stampe di Dürer. Maggiormente complessa è inoltre la componente luminosa: al posto dei mezzi toni dello sfumato l'artista fece qui risplendere una luce incidente sul cerchio dei santi, ponendoli sullo sfondo di una parete rocciosa appena visibile, che si chiude nel buio. Unendo chiarezza e penombra, sostanza e scioglimento, realtà e visione, vengono così suggerite alcune linee che saranno sviluppate dal barocco italiano nel XVII secolo.